# Rezerwat przyrody Čačínska cerina
Rezerwat przyrody Čačínska cerina (słow. Prírodná rezervácia Čačínska cerina) – rezerwat przyrody w środkowej Słowacji we wschodniej części Kotliny Zwoleńskiej. Na terenie rezerwatu obowiązuje 5. (w pięciostopniowej skali) stopień ochrony. Nazwa rezerwatu pochodzi od słowackiej nazwy „dub cerový” (pol. dąb burgundzki – Quercus cerris).

## Położenie
Rezerwat leży w granicach katastralnych wsi Čerín w powiecie Bańska Bystrzyca w kraju bańskobystrzyckim, na terenie jej przysiółka (a dawniej samodzielnej wsi) Čačín. Znajduje się na południowo-zachodnim skraju pasma wysokich wzgórz, określanych jako Ponická vrchovina. Obejmuje fragment południowo-zachodnich podnóży wzniesienia Stráň (570 m n.p.m.), leżący na wysokości od ok. 420 do 500 m n.p.m. Strefa ochronna nie została wyznaczona.

## Historia
Rezerwat został powołany w 1993 r. na powierzchni 2,56 ha rozporządzeniem Ministerstwa Środowiska Naturalnego Republiki Słowackiej nr 83/1993 z dnia 23 marca 1993 r. (z datą obowiązywania od 1 maja 1993 r.).

## Cel ochrony
Celem funkcjonowania rezerwatu jest ochrona cennych zespołów roślinnych występujących na podłożu wapiennym, zwłaszcza ciepłolubnych dąbrów z dębem burgundzkim na północnej granicy jego występowania.